# Nikolaos Kantounis
Nikolaos Kantounis o Kandounis (en griego: Νικόλαος Καντούνης; 1767-1834) fue un sacerdote, pintor y maestro griego que no siguió la tradicional Maniera Greca. Su maestro fue el famoso pintor Nikolaos Koutouzis. Comenzó a incorporar la Maniera Italiana a la Escuela Heptanese. Kantounis, Panagiotis Doxaras, Nikolaos Doxaras y Koutouzis fueron todos miembros prolíficos de esa escuela. Kantounis fue uno de los pintores más importantes del período neoclásico en Grecia. Fue un representante de la Ilustración griega moderna media y tardía en el arte griego. Han sobrevivido más de 164 de sus pinturas. Se conservan más de 164 cuadros suyos. Es conocido por sus numerosos retratos. Algunas de sus obras se asemejan al estilo de Nikolaos Doxaras. También fue miembro de la organización secreta por la independencia griega llamada Filiki Eteria.

## Biografía

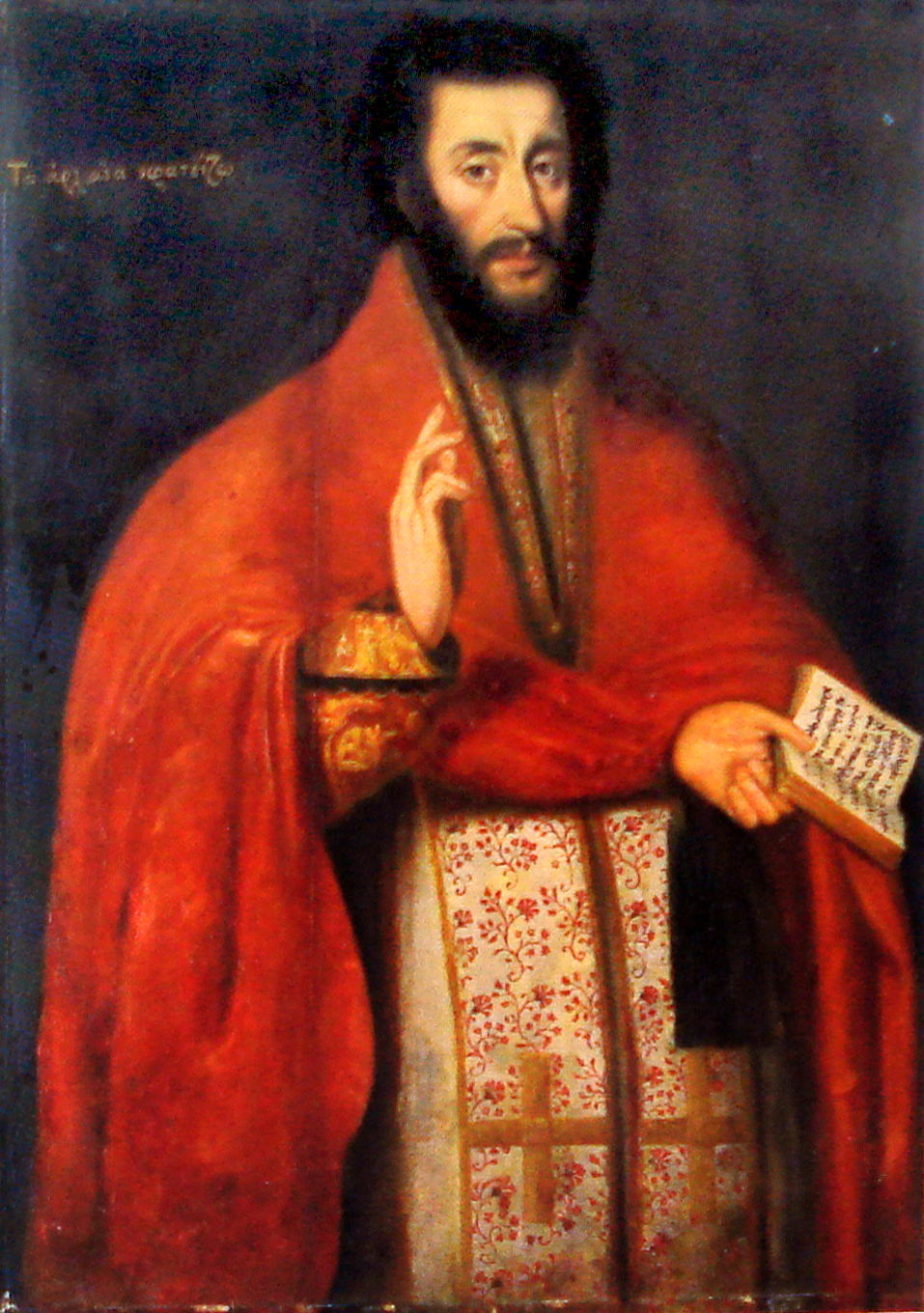
Sacerdote griego (finales del)

Nació en Zante, en el seno de una familia muy rica y culta. Los registros indican que fue bautizado el 28 de enero de 1768.Su padre, Ioannis, era médico y un famoso poeta.Su primer maestro fue el poeta griego Antonios Martelaos.
El pintor griego Ioannis Korais le dio sus primeras lecciones de arte. También trabajó en los estudios de Nikolaos Koutouzis, de quien se rumorea que lo expulsó por celos. Más tarde se declararía autodidacta.Su estilo fue influenciado tanto por Panagiotis Doxaras como por Nikolaos Doxaras.
En 1786 se ordenó sacerdote y trabajó en la iglesia de Evangelistria de Zante. En 1803, fue contratado por el comité ejecutivo de la iglesia de Agia Paraskevi de Zante para pintar 12 iconos que representaban historias teológicas. Muchas de sus decoraciones han sido destruidas por los terremotos.
Era miembro de la sociedad secreta griega Filiki Eteria (Sociedad de Amigos); un grupo dedicado a derrocar el dominio otomano. En 1821, los británicos lo exiliaron debido a sus actividades subversivas. Lo enviaron a la isla de Kyra, cerca de Cefalonia. Mientras estuvo allí pintó una versión de la Última Cena. No pudo regresar a casa hasta después del reconocimiento de la independencia griega en 1832.
En 1823 fue honrado con el rango de Gran Sakellarios y, en 1825, fue mencionado en el códice de Santa Catalina de Siena en Zakynthos. Los registros indican que le pagaron 100 táleros por crear pinturas para la iglesia.
Murió el 25 de abril de 1834. Tenía unos 66 años y dejó un testamento detallado, con información interesante sobre su vida y sus bienes. Algunos de sus alumnos fueron los famosos pintores griegos Gerasimos Pitsamanos, Dionysios Tsokos y Dionysios Kallivokas. Fue uno de los primeros miembros del periodo del arte moderno griego.
Las pinturas de Kantounis se pueden encontrar en la Galería Nacional de Grecia, el Museo Benaki, la Galería Municipal de Larissa, la Fundación de las Artes Teloglion etc.

## Obras destacadas
- Elisabeth Moutzan-Martinegko, ca 1832 Galería Nacional de Atenas[13]